# هارولد إدوارد داهل
هارولد إدوارد داهل (بالإنجليزية: Harold Edward Dahl)‏ هو طيار بطل أمريكي، ولد في 29 يونيو 1909 في تشامبيغن في الولايات المتحدة، وتوفي في 14 فبراير 1956 في كندا.